# Amazone à joues bleues
Amazona brasiliensis
Espèce
Statut de conservation UICN

 NT  : Quasi menacé
Statut CITES
L'Amazone à joues bleues (Amazona brasiliensis) est une espèce d'oiseau appartenant à la famille des Psittacidae.

## Description
Il s'agit d'une espèce de grande taille pour le genre Amazona puisqu'elle mesure environ 37 cm.
Elle présente une coloration de base vert foncé, un peu plus claire sur les parties inférieures. Le front est rouge, coloration se délavant sur la nuque. Les joues sont violettes teintées de bleu azur, couleur plus vive dans les régions périauriculaires. Cette coloration violette tend vers le rose au niveau du menton. Les ailes essentiellement vertes sont liserées de jaune, les rémiges secondaires sont bleu violet à leurs extrémités tandis que les primaires sont noires. Les rectrices sont rouges avec la pointe jaune. Les iris sont marron. Les yeux présentent un léger cercle orbital très clair.

## Répartition
Cet oiseau ne se rencontre que dans une petite aire (environ 2 000 km2) au sud-est du Brésil, soit du sud-est de l'État de Sao Paulo au Parana jusqu'au Rio Grande au sud. Ses effectifs sont passés d'environ 4 500 individus dans les années 1980 à 2 000 en 1991 et 1992. Ceux-ci semblent s'être améliorés et ont dépassé les 5 000 en 2004 et atteint 6 600 ensuite.
Un comptage effectué en 2014 fait état de 7 452 oiseaux[réf. nécessaire].